# Lasciapassare

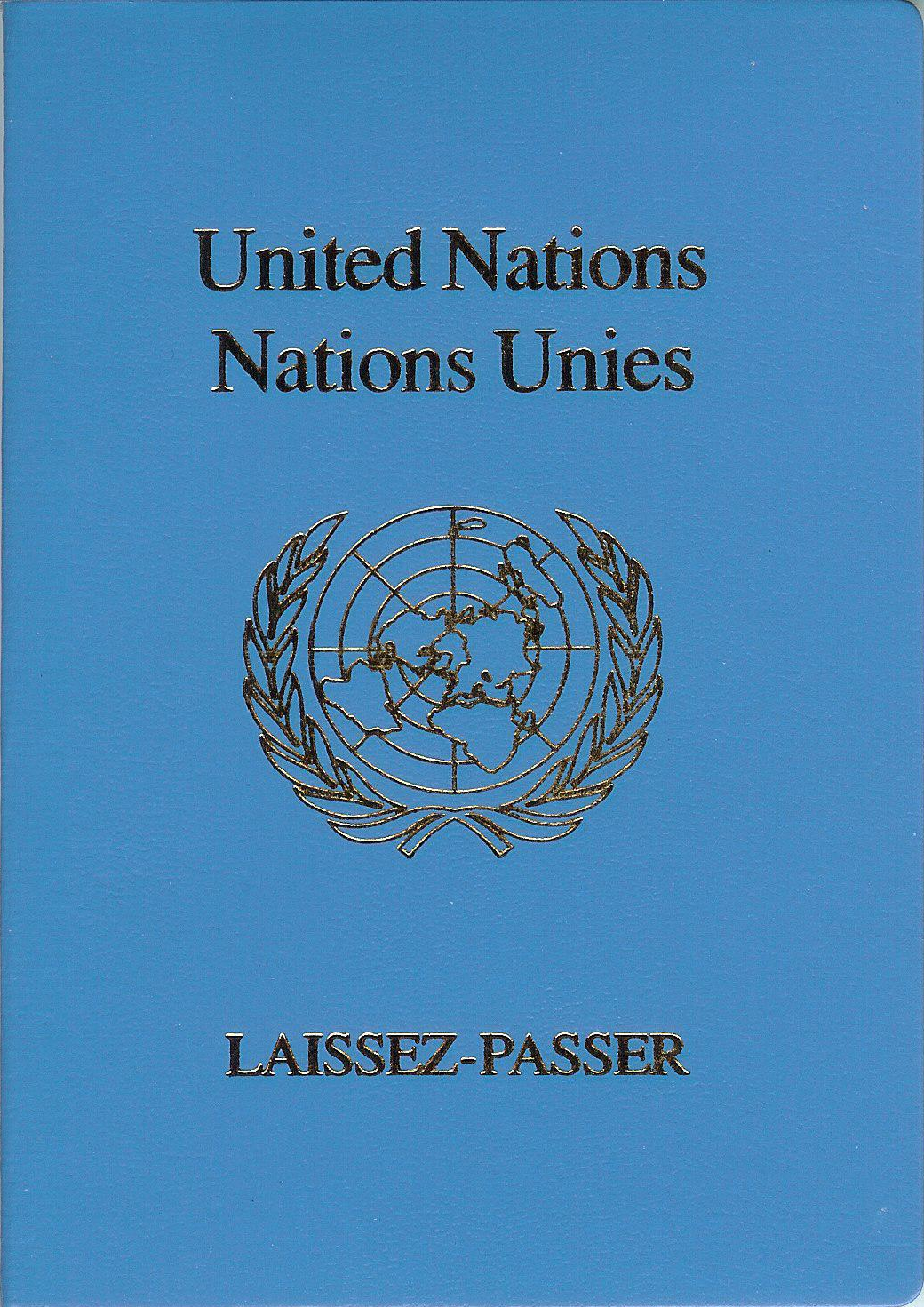
Un lasciapassare delle Nazioni Unite

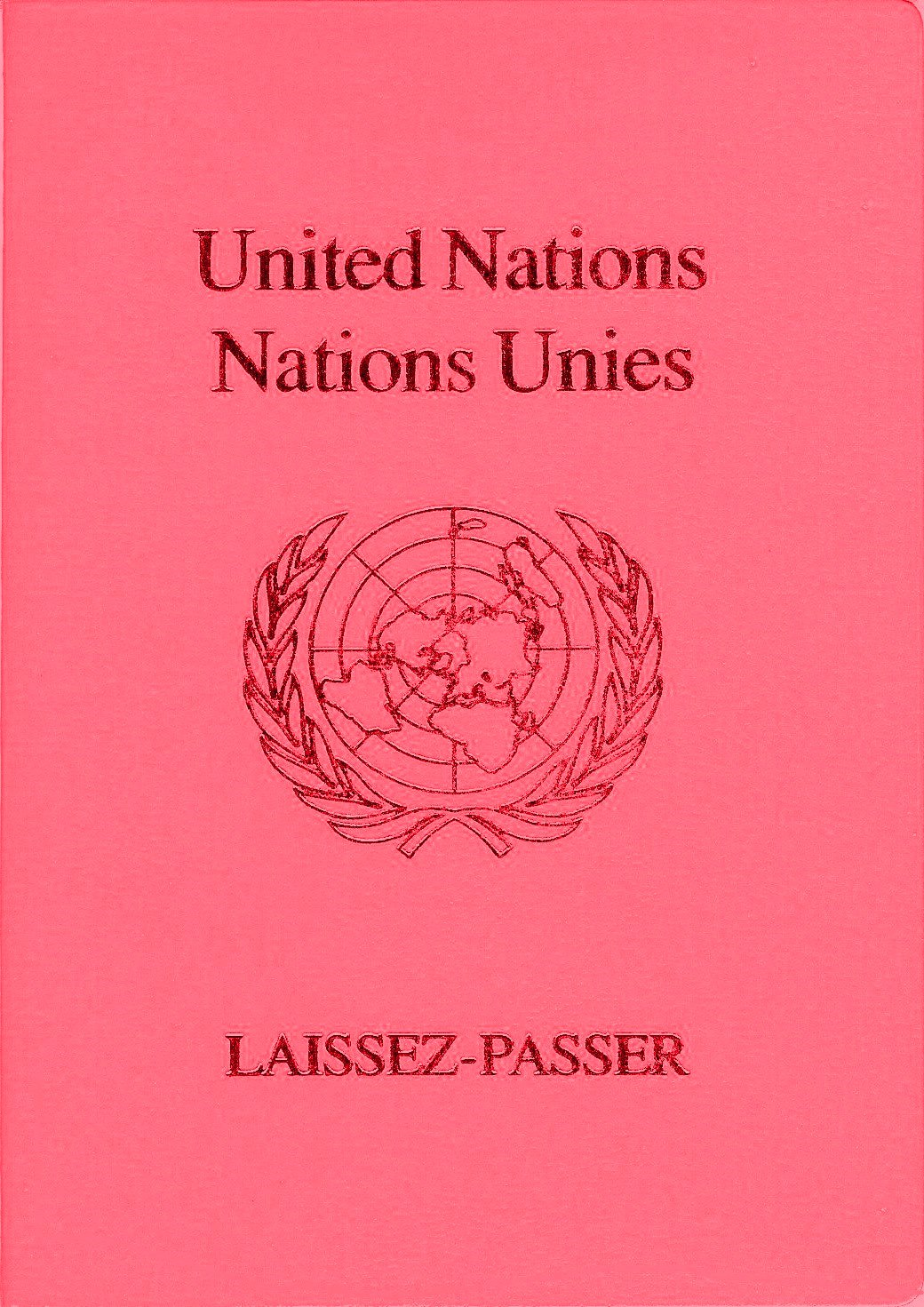
Lasciapassare diplomatico delle Nazioni Unite

Un lasciapassare o laissez-passer (dalla lingua francese) è un documento di viaggio emesso da un governo nazionale o da una organizzazione internazionale, come le Nazioni Unite, l'Unione europea, o il Comitato internazionale della Croce Rossa (ICRC). Ha, approssimativamente, le funzioni pratiche di un passaporto, pur non attribuendo alcuna nazionalità al soggetto che ne è in possesso; permette in sostanza il riconoscimento del possessore e garantisce il diritto di soggiornare o attraversare un territorio sotto determinati vincoli.
Solitamente il laissez-passer è utilizzato per cittadini provenienti da paesi nei quali vi sono ragioni umanitario-politiche che ne richiedono l'emissione. Sono attribuiti anche a cittadini senza stato o apolidi, o a coloro che non sono in grado di ottenere un passaporto dal loro stesso governo, come nel caso di alcuni territori occupati in Israele o in Africa.

## Lasciapassare specifici

### Nazioni Unite
Il lasciapassare delle Nazioni Unite (United Nations laissez-passer - UNLP) è usato dai funzionari dell'ONU nello svolgimento dei propri incarichi ufficiali.

### Unione europea
Il lasciapassare dell'Unione europea è emesso ai funzionari dell'UE che lavorano o sono membri delle istituzioni dell'Unione europea in Europa e all'estero.